# بید شبح استرالیایی
بید شبح استرالیایی (نام علمی: Abantiades ocellatus) نام یک گونه از سرده آبانتیادس است. این گونه در استرالیای غربی یافت می‌شود. پهنای بال این گونه ۱۰۰میلی‌متر است.